# Lothar Mosler (Historiker)
Lothar Gerhard Mosler (* 2. März 1913 in Ziegenhals; † 28. November 1995 in Leipzig) war ein deutscher Historiker. Von
1953 bis 1961 war er Direktor des Franz-Mehring-Instituts der Karl-Marx-Universität Leipzig. Nach seiner 1958 erfolgten Promotion über den Hamburger Hafenarbeiterstreik 1896/97 lehrte er bis zu seiner Emeritierung 1978 Geschichte der deutschen Arbeiterbewegung an der Karl-Marx-Universität Leipzig.

## Leben
Der Sohn eines Tischlermeisters und Kriegsrentners besuchte von 1919 bis 1923 die Volksschule in Ziegenhals und anschließend die Aufbauschule Breslau, auf der er 1933 sein Abitur ablegte. Seit 1928 war Mosler Mitglied des Sozialistischen Schülerbundes. Von 1930 bis 1933 gehörte er dem Kommunistischen Jugendverband an und war in Breslau Stadtteilleiter. Bis 1936 absolvierte er eine kaufmännische Lehre in Breslauer Warenhaus Wertheim und arbeitete bis 1939 als Tuchverkäufer in verschiedenen Warenhäusern, zuletzt in Braunschweig.
Im Jahr 1939 wurde Mosler zur Wehrmacht eingezogen. Er leistete seinen Wehrdienst im Versorgungstruppenteil des Infanterie-Regiment 17 und nahm am Überfall auf Polen teil. Im Range eines Gefreiten wurde er im weiteren Verlauf des Zweiten Weltkriegs als Verwaltungsassistent im Heeresbekleidungslager in Frankreich und der Sowjetunion eingesetzt. 1942 erhielt er die Ostmedaille und 1943 das Kriegsverdienstkreuz II. Klasse. Im Mai 1945 geriet er bei Teplice in sowjetische Kriegsgefangenschaft, aus der er am 13. Juni 1945 nach Dresden entlassen wurde.
Mosler wurde im Herbst 1945 in der Heimschule für Lehrerbildung Dresden-Wachwitz zum Neulehrer ausgebildet und übernahm die Leitung der Grundschule Obercunewalde. Von 1946 bis 1949 war er Abgeordneter des Kreistages Löbau und leitete 1946/47 die Abteilung Kultur beim Rat des Kreises Löbau. Er war seit 1945 Mitglied der KPD, seit 1946 der SED sowie des FDGB und besuchte von Januar bis März 1947 die Landesparteischule der SED in Ottendorf. Er gehörte von 1947 bis 1949 auch der SED-Kreisleitung Löbau an und leitete die Kreisparteischule in Kleindehsa. Von Oktober 1948 bis April 1949 besuchte er die SED-Parteihochschule „Karl-Marx“ in Kleinmachnow (Hakeburg). Ab 1949 war Mosler SED-Parteisekretär und Dozent an der Deutschen Akademie für Staats- und Rechtswissenschaft „Walter Ulbricht“ in Forst Zinna. 1951 absolvierte er den dreimonatigen Dozentenlehrgang des Staatssekretariats für Hochschulwesen zur Einführung in des marxistisch-leninistischen Grundlagenstudiums in Eberswalde und wurde dann Dozent für das gesellschaftswissenschaftliche Grundstudium am Institut für Publizistik und Zeitungswissenschaft der Philosophischen Fakultät der Universität Leipzig. Zugleich war er Mitglied der SED-Parteileitung der Philosophischen Fakultät der Universität Leipzig. Ab 1953 wirkte er als Direktor und Dozent für Geschichte der Deutschen Arbeiterbewegung am Franz-Mehring-Institut der Universität Leipzig und war Mitglied der dortigen SED-Parteileitung. Am 22. März 1958 wurde er bei Ernst Engelberg und Walter Markov mit der Arbeit „Der Streik der Hafenarbeiter und Seeleute in Hamburg-Altona im Jahre 1896/97“ promoviert.
Im Jahr 1958 übernahm Mosler eine Professur mit Lehrauftrag für Geschichte der deutschen Arbeiterbewegung am Franz-Mehring-Institut. Von 1959 bis 1964 war er Prorektor für das gesellschaftswissenschaftliche Grundstudium und Erster Stellvertreter des Rektors. Während Mosler die Direktion des Franz-Mehring-Instituts 1961 abgab, wurde er im selben Jahr Mitglied der Senatskommission für die Gesellschaftswissenschaften. 1966 wurde er Professor mit Lehrauftrag für Geschichte der deutschen Arbeiterbewegung am Institut für Marxismus-Leninismus. 1969 ging er für ein fünfmonatiges Zusatzstudium zur Geschichte der KPdSU an die Universität Kiew. Von 1959 bis 1968 war er außerdem Mitglied der SED-Kreisleitung der Karl-Marx-Universität Leipzig und von 1958 bis 1970 Abgeordneter des Bezirkstages Leipzig und dabei Vorsitzender der Kommission Volksbildung. Von 1971 bis 1978 gehörte er der Kommission für die Sektionen Theologie beim Ministerium für Hoch- und Fachschulwesen der DDR an. Seit 1965 war er Mitglied des Kulturbundes und dabei Mitglied der Bezirksleitung Leipzig sowie seit 1959 Mitglied der Gesellschaft zur Verbreitung wissenschaftlicher Kenntnisse (Urania). Am 1. September 1978 wurde Mosler als Professor emeritiert.
Mosler erhielt 1954 die Medaille für ausgezeichnete Leistungen, 1961 die Verdienstmedaille der DDR und die Ehrennadel der KMU Leipzig, 1971 den Vaterländischen Verdienstorden in Bronze und 1978 die Johannes-R.-Becher-Medaille in Gold. 1974 wurde er als Verdienter Hochschullehrer ausgezeichnet. Ihm wurde 1979 die Ehrennadel der Nationalen Front in Gold verliehen sowie 1989 die Ehrenmedaille zum 40. Jahrestag der Deutschen Demokratischen Republik.

## Schriften
- Der Streik der Hafenarbeiter und Seeleute in Hamburg-Altona im Jahre 1896/97. Diss. phil. Karl-Marx-Universität, 1958.

- Zur Entwicklung und Arbeit des Franz-Mehring-Instituts. Beiträge zur Universitätsgeschichte. Verlag Enzyklopädie, Leipzig 1959.

- Die demokratischen Bewegungen der Gegenwart und die sozialistische Revolution. Sonderdruck des Staatssekretariats für das Hochschulwesen. Berlin 1961.

- Die rechten Führer der SPD und der Neokolonialismus. In: Nationaler Befreiungskampf und Neokolonialismus. Referate und ausgewählte Beiträge.(Wissenschaftliche Konferenz vom 5. bis 8. April 1961 in Leipzig). Akademie-Verlag, Berlin 1962.

- Einige Fragen der Entwicklung des Revisionismus in der deutschen Sozialdemokratie vor dem 1. Weltkrieg. In: Beiträge für das gesellschaftswissenschaftliche Grundstudium, 1963 (2) H. 3, S. 33–41.